# Geron ritae
Geron ritae är en tvåvingeart som beskrevs av Zaitzev 1996. Geron ritae ingår i släktet Geron och familjen svävflugor. Inga underarter finns listade i Catalogue of Life.